# Astet
Astet település Franciaországban, Ardèche megyében. Lakosainak száma 57 fő (2022. január 1.). Astet Borne, Lanarce, Lavillatte, Mayres, Mazan-l'Abbaye, Le Plagnal és Saint-Étienne-de-Lugdarès községekkel határos.

## Népesség
A település népességének változása:
| Lakosok száma | 139  | 73   | 67   | 44   | 36   | 39   | 42   | 44   | 48   | 57   |
|               | 1968 | 1982 | 1990 | 2006 | 2013 | 2015 | 2017 | 2019 | 2020 | 2022 |